# 奈良古墳群

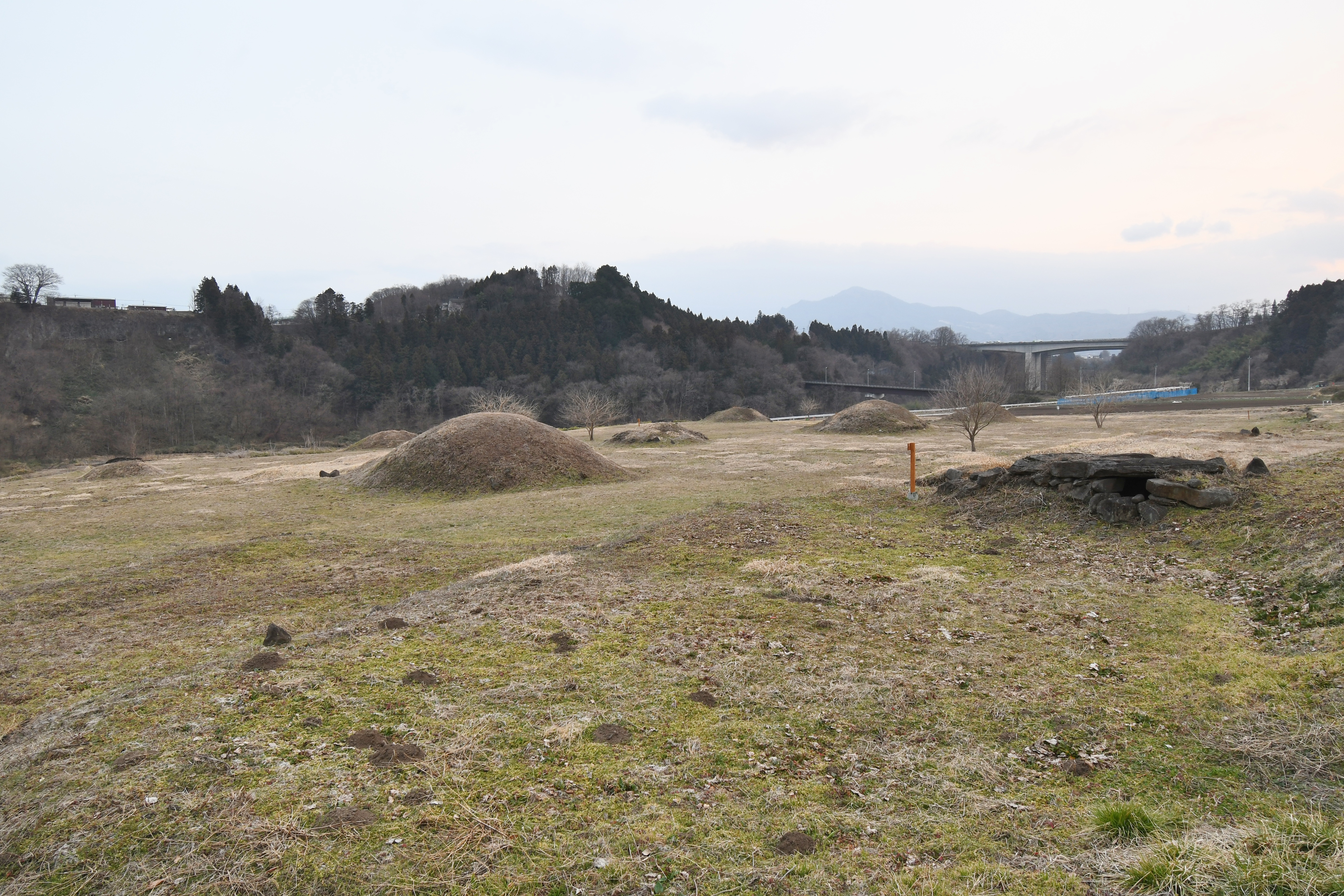
奈良古墳群 概観

奈良古墳群（ならこふんぐん）は、群馬県沼田市奈良町にある古墳群（群集墳）。群馬県指定史跡に指定され、出土品は沼田市指定重要文化財に指定されている。

## 概要

10号墳 石室俯瞰図

10号墳 石室展開図

群馬県北部、薄根川北岸の河岸段丘の緩傾斜面上（標高約430メートル）に築造された古墳群である。かつては「奈良の百塚」と称されるほど多数の古墳が分布し、1955年（昭和30年）の調査では59基が確認されたが、その後の開田事業で西半を中心とする多くの古墳が破壊され、現在では13基のみが遺存する。これまでに数次の調査が実施されている。
古墳はいずれも小円墳で、埋葬施設を横穴式石室とする。特に古墳群東端の10号墳の石室は、全国的にも珍しい「ト」字形の平面プランの石室であり、群馬県内では他にお春名古墳（高崎市、現在は埋没）の例が知られるのみになる。また開墾時・発掘調査時に古墳群から出土した副葬品のうちでは、馬具類が充実する点で特色を示す。
築造時期は、古墳時代終末期の7世紀代と推定される。古墳時代中期の5世紀代に榛名山東南麓で導入された馬生産が、7世紀代には群馬県北部地域まで拡大したことを示唆しており、当時の馬需要の拡大および馬生産の体制整備を考察するうえで重要視される古墳群になる。
古墳群域は2020年（令和2年）に群馬県指定史跡に指定され、出土品は1977年（昭和52年）に沼田市指定重要文化財に指定されている。

## 遺跡歴
- 1955年（昭和30年）、測量調査・発掘調査（群馬大学学芸学部考古学研究室）。
- 1977年（昭和52年）5月30日、出土品が沼田市指定重要文化財に指定。
- 1980年（昭和55年）8月30日、沼田市指定史跡に指定。
- 1992年度（平成4年度）、測量調査・石室実測調査（沼田市教育委員会・群馬大学教育学部考古学研究室）。
- 1999年度（平成11年度）、土地改良事業に伴う古墳9基の発掘調査（沼田市教育委員会、2001年に報告）。
- 2004-2005年度（平成16-17年度）、保存目的の確認調査（沼田市教育委員会、2007年に報告）。
- 2020年（令和2年）2月21日、群馬県指定史跡に指定。

## 一覧
| 古墳名 | 墳丘画像 | 形状 | 規模                          | 埋葬施設         | 石室画像 | 出土品            | 築造時期  | 備考             |
| ------ | -------- | ---- | ----------------------------- | ---------------- | -------- | ----------------- | --------- | ---------------- |
| 1号墳  |          | 円墳 | 東西12.5m 南北14.0m           | 両袖式横穴式石室 |          | 人骨片?・須恵器片 | 7世紀後半 |                  |
| 2号墳  |          | 円墳 | 東西13.0m 南北11.5m           | 両袖式横穴式石室 |          | 須恵器片          | 7世紀後半 |                  |
| 3号墳  |          | 円墳 | 東西14.0m 南北15.0m           | 両袖式横穴式石室 |          |                   | 7世紀後半 |                  |
| 4号墳  |          | 円墳 | 東西10.5m 南北12.5m           | 両袖式横穴式石室 |          |                   | 7世紀後半 |                  |
| 5号墳  |          | 円墳 | 東西10.0m 南北12.5m           | 両袖式横穴式石室 |          |                   | 7世紀後半 |                  |
| 6号墳  |          | 円墳 | 東西10.0-11.0m 南北13.0-13.5m | 横穴式石室       |          |                   | 7世紀後半 |                  |
| 7号墳  |          | 円墳 | 南北14.6m                     | 両袖式横穴式石室 |          |                   | 7世紀前半 | 古墳群中最大規模 |
| 8号墳  |          | 円墳 | 東西6.0m 南北8.5m             | 横穴式石室       |          |                   |           |                  |
| 9号墳  |          | 円墳 | 東西6.9m 南北8.4m             | 両袖式横穴式石室 |          |                   | 7世紀前半 |                  |
| 10号墳 |          | 円墳 | 東西11.0m 南北12.0m           | ト字形横穴式石室 |          |                   | 7世紀初頭 | 平面ト字形石室   |
| 11号墳 |          | 円墳 | 東西8.0-10.0m 南北12.0-13.0m  | 両袖式横穴式石室 |          |                   | 7世紀後半 |                  |

## 文化財

### 群馬県指定文化財
- 史跡
  - 奈良古墳群 - 2020年（令和2年）2月21日指定。

### 沼田市指定文化財
- 重要文化財（有形文化財）
  - 奈良古墳群出土品（考古資料） - 280点。1977年（昭和52年）5月30日指定[2]。

## 関連施設
- 沼田市歴史資料館（沼田市下之町） - 奈良古墳群の出土品を展示。

## 関連文献
（記事執筆に使用していない関連文献）
- 『奈良古墳群 -平成11年度 県営中山間地域総合整備事業みくに地区奈良南部工区に伴う埋蔵文化財調査報告書-』沼田市教育委員会、2001年。 - リンクは奈良文化財研究所「全国文化財総覧」。
- 『奈良古墳群 確認調査 -平成16・17年度 保存目的の埋蔵文化財発掘調査概報-』沼田市教育委員会、2007年。 - リンクは奈良文化財研究所「全国文化財総覧」。